# لیزویل (تگزاس)
لیزویل (به انگلیسی: Leesville) یک منطقهٔ مسکونی در ایالات متحده آمریکا است که در تگزاس واقع شده‌است. لیزویل ۱۳۲٫۰۹ کیلومتر مربع مساحت و ۴۴۷ نفر جمعیت دارد.